# 喜連川煕氏
喜連川 煕氏（きつれがわ ひろうじ）は、江戸時代後期の大名。下野喜連川藩の第9代藩主。

## 生涯
8代藩主・彭氏の三男として生まれる。長兄の右兵衛督暉氏（てるうじ、1797年 - 1821年）、次兄の綏氏（やすうじ、1806年 - 1827年）が相次いで早世したことで、文政11年（1828年）に嫡子となる。文政13年（1830年）11月28日、父の隠居にともない家督を相続する。同年12月15日、将軍・徳川家斉に御目見する。文久元年（1861年）11月10日死去。享年50。
安政5年（1858年）4月、養子の紀氏（細川斉護の六男）は、家督を相続することなく離籍した。なお、細川家に戻った紀氏は長岡護美と名乗り、明治維新期に活躍した。同じく細川家から婿養子として迎えた宜氏（斉護のはとこにあたる）が家督を相続した。

## 系譜
父母
- 喜連川彭氏（父）
- 榊原政永の娘（母）

正室
- 泉 ー 毛利高翰の娘

子女
- 英子 ー 喜連川宜氏正室
- 娘

養子
- 喜連川紀氏 ー 細川斉護の六男
- 喜連川宜氏 ー 細川定良の長男